# Большое Кривое (озеро, Костанайская область)
Большое Кривое (каз. Большое Кривое) — озеро в Узункольском районе Костанайской области Казахстана. Находится в 8 км к югу от села Пресногорьковка.
По данным топографической съёмки 1959 года, площадь поверхности озера составляет 4,77 км². Наибольшая длина озера — 4,4 км, наибольшая ширина — 2,6 км. Длина береговой линии составляет 17,3 км, развитие береговой линии — 1,67. Озеро расположено на высоте 158,3 м над уровнем моря.